# Mack Grace Sm
Mack Grace Sm, född 2006, är en italiensk varmblodig travhäst. Han tränades av Lucio Colletti och kördes av Roberto Andreghetti.
Mack Grace Sm tävlade mellan i augusti 2008 och mars 2016, och inledde karriären med två raka segrar. Han sprang in totalt 1 707 175 euro på 113 starter, varav 56 segrar och 12 andraplatser samt 11 tredjeplatser. Han tog karriärens största segrar i Gran Premio Lotteria (2012, 2013, 2014).
Mack Grace Sm segrade även i Gran Premio Città di Montecatini (2011, 2012, 2013, 2014), Gran Premio Palio Dei Comuni (2010, 2012, 2013, 2014), Gran Premio Campionato Europeo (2012, 2013), Gran Premio Gaetano Turilli (2013) och Gran Premio Costa Azzurra (2013).